# منطقه تاریخی موراوین بتلهم
منطقه تاریخی موراوین بتلهم شامل مجموعه‌ای از قدیمی‌ترین ساختمان‌های باقی‌مانده در بتلهم، پنسیلوانیا است. منطقه تاریخی ملی، جزئی از منطقه تاریخی بزرگتر بتلهم است که به‌طور خاص بر روی ساختمان‌های اولیه ساخته‌شده توسط موراوین‌ها که در قرن هجدهم این شهر را آباد کردند، تمرکز دارد.
این ناحیه در سال ۲۰۱۲ به عنوان نشان ملی تاریخی به رسمیت شناخته شد، به دلیل مجموعه‌ای از ساختمان‌های مذهبی مشترک و تاریخ خود.
در سال ۲۰۱۶، این منطقه به فهرست موقت ایالات متحده برای نامزدی در فهرست میراث جهانی افزوده شد. و در سال ۲۰۲۴، همراه با سایر سکونت‌گاه‌های کلیسای موراوین در دانمارک، آلمان، و بریتانیا به عنوان یک سایت میراث جهانی به ثبت رسید.